# Manfredi Piccolomini
Manfredi Piccolomini (Firenze, 26 ottobre 1949) è un critico letterario italiano.
Nato a Firenze il 26 ottobre 1949, si è laureato in Lettere presso l'Università di Firenze nel 1973. Pochi anni dopo, nel 1978, ottenne un PhD alla Harvard University.
Docente di Letteratura comparata presso la City University di New York, è anche autore di vari testi di critica letteraria ed è stato presidente del Medici Archive Project. Ha organizzato numerose esposizioni a New York (è stato il primo a mostrare al MOMA il celebre dipinto di Raffaello La Fornarina).
| Controllo di autorità | VIAF (EN) 19696950 · ISNI (EN) 0000 0000 8098 3457 · SBN CFIV090101 · LCCN (EN) n85190964 · BNF (FR) cb12053482g (data) · J9U (EN, HE) 987007275101605171 |